# Hoang Thèn
Hoang Thèn  là xã thuộc huyện Phong Thổ, tỉnh Lai Châu, Việt Nam.

## Địa giới hành chính
Đông giáp các xã Bản Lang và Khổng Lào; Tây giáp các xã Huổi Luông và Ma Ly Pho; Nam giáp thị trấn Phong Thổ; Bắc giáp các xã Mù Sang và Dào San.

## Lịch sử hành chính
Tháng 10 năm 2004, thị trấn Phong Thổ được thành lập trên cơ sở 100 ha diện tích tự nhiên của xã Hoang Thèn, 3.495,20 ha diện tích tự nhiên và 2.715 người của xã Mường So và 1.350 người (là cán bộ, công nhân viên chức các cơ quan, đơn vị của huyện) trên địa bàn. Xã Hoang Thèn còn lại 6.210 ha diện tích tự nhiên và 2.880 người.